# Петрова, Александра Ивановна (швея)
Александра Ивановна Петрова (род. 21 ноября 1943, Чкалов) — советский хозяйственный деятель, полный кавалер ордена Трудовой Славы.

## Биография
Родилась 21 ноября 1943 года в городе Чкалове в рабочей семье. Член КПСС.
В 1960—1991 годах — швея-мотористка Ворошиловградского производственного швейного объединения Министерства текстильной промышленности Украинской ССР.
Указами Президиума Верховного Совета СССР от 4 марта 1976 года и 17 марта 1981 года соответственно за досрочное выполнение социалистических обязательств награждена орденами Трудовой Славы III и II степеней.
Окончила Высшую партийную школу при ЦК КПУ.
Указом Президиума Верховного Совета СССР от 23 мая 1986 года награждена орденом Трудовой Славы I степени, став полным кавалером ордена Трудовой Славы.
Жила в Луганске.